# Австрапий

Франкское государство в 561 году

Австрапий (лат. Austrapius; погиб не ранее 564) — сначала франкский герцог Тура и Пуатье (в 550-х годах), затем епископ в Селле (современном Шамтосо).

## Биография
Основными нарративными источниками о Австрапии являются «История франков» Григория Турского и «Житие святой Радегунды» Баудонивии.
Согласно этим историческим источникам, Австрапий был знатным франком. Во второй половине 550-х годов как подвластный королю Хлотарю I герцог (лат. dux) он управлял Турской областью и Пуату. Австрапий — первый упоминающийся в средневековых источниках правитель этих территорий при Меровингах. Во власти Австрапия находились обширные территории с городами Тур и Пуатье. Вероятно, главными обязанностями герцога были функции военачальника, в то время как непосредственное управление городами возлагалось на графов. Известно, что во времена Австрапия графом Тура был Альпин.
Вместе с епископом Пиенцием Австрапий между 555 и 558 годами активно содействовал святой Радегунде в основании аббатства Святого Креста в Пуатье. По свидетельству Баудонивии, именно герцог и епископ взяли на себя основные расходы по строительству зданий нового монастыря (в том числе возвели каменную ограду вокруг обители). Всего в аббатстве было поселено более двухсот монахинь.
Приблизительно тогда же (возможно, в 555 или 556 году), воспользовавшись тем, что король Хлотарь I участвовал в походе против саксов, его сын Храмн поднял мятеж против отца. В отличие от многих других представителей местной знати, Австрапий сохранил верность Хлотарю I. Поэтому когда Храмн неожиданно захватил Тур, опасавшийся за свою жизнь Австрапий был вынужден искать убежище в базилике Святого Мартина. Здесь сторонники Храмна попытались уморить герцога голодом, но, по свидетельству Григория Турского, из-за «чудесной» смерти главного гонителя Австрапия, не смогли это сделать. Вскоре Хлотарь I возвратился из похода, и жители Тура опять ему покорились. Король высоко оценил преданность Австрапия, «оказав тому большой почёт».
Однако уже вскоре после этого Австрапий стал клириком. Возможно, что после возвращения власти над Туром Хлотарь I не стал восстанавливать герцога в должности, или сам Австрапий под впечатлением от свершившегося в базилике Святого Мартина чуда сам решил принять духовный сан. О том, кто был непосредственным преемником Австрапия в должности герцога Турской области и Пуату, в исторических источниках не сообщается. Правителями двух городов в течение следующих двух десятилетий в исторических источниках называются только графы. В Пуатье, возможно, некоторое время вообще не было королевского представителя, так как командующими местным ополчением в сражении 568 года был не граф или герцог, а два знатных горожанина, Базилий и Сигарий. Следующим после Австрапия известным герцогом Тура и Пуатье был Берульф, упоминавшийся в этой должности в первой половине 580-х годов.
Благодаря Хлотарю I, Австрапий был возведён в епископский сан, получив в окормление находившуюся в Пуатевинской епархии крепость Селл (современный Шамтосо) и её окрестности. По повелению короля франков он должен был впоследствии стать преемником Пиенция на епископской кафедре. Однако Пиенций пережил умершего в 561 году Хлотаря I, и скончался, когда престол уже занимал Хариберт I. Этот же монарх, несмотря на протесты Австрапия, приказал поставить новым епископом Пуатье Пасценция II, до того бывшего аббатом монастыря Святого Илария. Возможно, это произошло в 564 году.
Позднее против Австрапия восстали окормлявшиеся им тайфалы, которых он часто притеснял. Во время мятежа епископ был ранен копьём и, по свидетельству Григория Турского, «умер в тяжких муках». Когда это произошло, в «Истории франков» не сообщается.